# Christian-Friedrich Menger
Christian-Friedrich Menger (* 1. November 1915 in Oppeln; † 7. Januar 2007 in Münster) war ein deutscher Rechtswissenschaftler. Von 1968 bis zu seiner Emeritierung war er Professor für Öffentliches Recht an der Westfälischen Wilhelms-Universität Münster. Bedeutung erlangten insbesondere seine Veröffentlichungen zum Verwaltungsprozessrecht, zum Allgemeinen Verwaltungsrecht und zur Verfassungsgeschichte.

## Leben
Menger, geboren in Oberschlesien, studierte nach dem Abschluss des Gymnasiums zunächst an der Ruprecht-Karls-Universität Heidelberg Rechtswissenschaft. Er war evangelisch und wurde mit Michael Stolleis 1961 im Corps Saxo-Borussia Heidelberg recipiert. Als Inaktiver wechselte er an die
Georg-August-Universität Göttingen. Mit der rechtsgeschichtlichen Dissertation Zur Geschichte der Vereinskonzession – Untersuchungen über die Frage der Mitwirkung des Staates bei der Begründung selbständiger Verbandspersonen in der deutschen Rechtsgeschichte wurde er 1940 in Göttingen zum Dr. iur. promoviert. Sein Assessorexamen legte er 1949 am Kammergericht ab. Nach Kriegsdienst und Kriegsgefangenschaft wurde er wissenschaftlicher Assistent bei Hans Julius Wolff am Kommunalwissenschaftlichen Institut der Westfälischen Wilhelms-Universität Münster. Dort habilitierte er sich 1952 und begann dort seine Lehrtätigkeit. Im selben Jahr heiratete er Gisela Ernst. Aus der Ehe gingen die Kinder Jürgen und Sybille Menger hervor. Nach einer ersten Anstellung an der damaligen Hochschule für Arbeit, Politik und Wirtschaft in Wilhelmshaven, wo er 1952 ordentlicher Professor wurde, wechselte Menger 1955 an die Deutsche Hochschule für Verwaltungswissenschaften Speyer und 1961 an die Christian-Albrechts-Universität Kiel. 

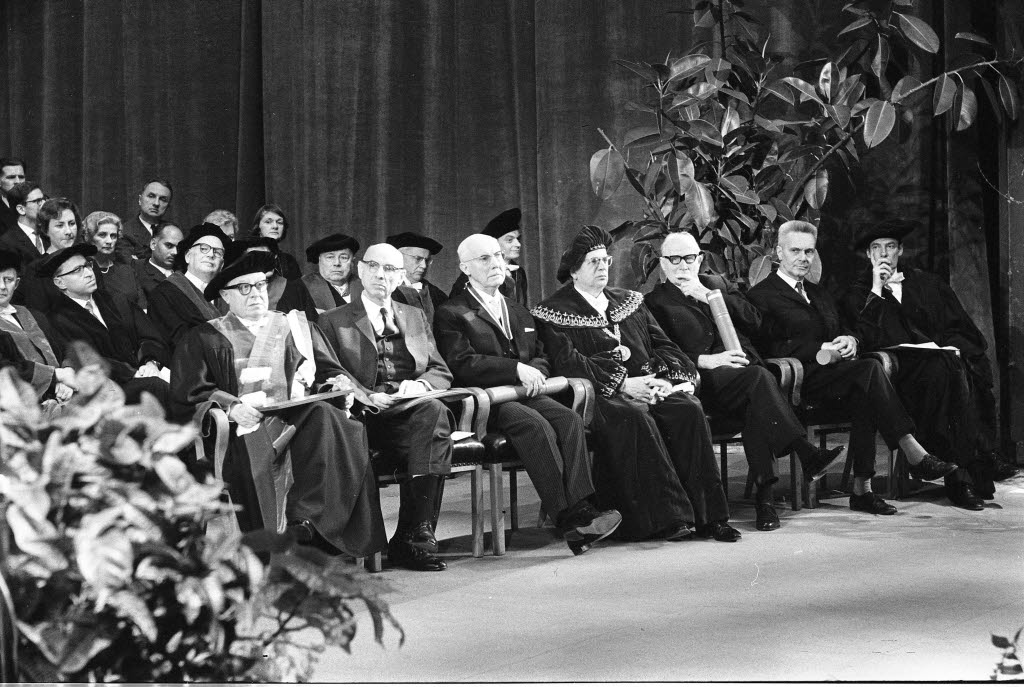
Christian-Friedrich Menger (7. v. l. in der 1. Reihe) - Feier zum 50-jährigen Bestehen des Instituts für Weltwirtschaft (IfW) in Kiel (1964)

Nach der Emeritierung seines Lehrers Hans-Julius Wolff nahm er 1968 einen 1967 ergangenen Ruf als Professor für Öffentliches Recht nach Münster an und wurde dort Geschäftsführender Direktor des Kommunalwissenschaftlichen Instituts. Nebenamtlich war Menger, der sich insbesondere mit Verwaltungsrechte befasste, Richter an verschiedenen Oberverwaltungsgerichten. Er war Mitglied der Vereinigung für Verfassungsgeschichte.

## Schriften (Auswahl)
- Der Begriff des sozialen Rechtsstaates. 1953.
- System des verwaltungsgerichtlichen Rechtsschutzes. Eine verwaltungsrechtliche und prozeßvergleichende Studie. Mohr, Tübingen 1954.
- Landesrecht vor Bundesgerichten? 1963.
- Moderner Staat und Rechtsprechunge. 1968.
- Deutsche Verfassungsgeschichte der Neuzeit. C.F. Müller, Heidelberg 1975; 3. Auflage 1981; 8. Auflage 1993.
- Verfassung und Verwaltung in Geschichte und Gegenwart (= Münsterer Beiträge zum Öffentlichen Recht. Band 4). C. F. Müller, Heidelberg 1982, ISBN 3-8114-2582-X.